# Knut Holmann
Knut Holmann (* 31. Juli 1968 in Oslo) ist ein ehemaliger norwegischer Kanute und Olympiasieger.
Seinen ersten internationalen Erfolg feierte Holmann bei der Weltmeisterschaft 1990 in Poznań. Dort gewann er die Goldmedaille im Kajak-Einer über 1000 m. Bei den Olympischen Sommerspielen 1992 in Barcelona gewann er Silber (über 1000 m) und Bronze (über 500 m). Bei der im gleichen Jahr stattfindenden Weltmeisterschaft in Paris erreichte er Gold über 1000 m und Silber über 500 m. 1993 bei der Weltmeisterschaft in Kopenhagen konnte er erneut die Goldmedaille über 1000 m und die Silbermedaille über 10.000 m gewinnen. Bei der Weltmeisterschaft 1994 in Mexiko-Stadt konnte er seine Erfolge nicht wiederholen und gewann über 500 m und 1000 m nur die Bronzemedaille. Ein Jahr später fand er pünktlich zur Weltmeisterschaft 1995 in Duisburg zu seiner alten Form zurück und gewann über 1000 m erneut die Goldmedaille. Über 500 m gewann er Silber. Bei den Olympischen Sommerspielen 1996 in Atlanta gewann er die Goldmedaille im Kajak-Einer (K1) über 1000 m in einer Zeit von 3:25,78 min vor dem Italiener Beniamino Bonomi. Zu seiner Goldenen kam noch die Silbermedaille im Kajak-Einer (K1) über 500 m hinter dem Italiener Antonio Rossi. Bei der Weltmeisterschaft 1997 in Dartmouth musste er sich mit einer Bronzemedaille über 500 m im Einer zufriedengeben. Ein Jahr später in Szeged gewann er bei der Weltmeisterschaft Silber über 1000 m. Zudem wurde er dort im Vierer eingesetzt und gewann mit diesem über 200 m die Bronzemedaille. Bei der Weltmeisterschaft 1999 in Mailand gewann er noch einmal Silber über 1000 m im Einer. Bei den Olympischen Sommerspielen 2000 in Sydney holte er sich das Double, Gold über 500 m und über 1000 m.
1993 wurde er mit der Stiftung-Morgenbladet-Goldmedaille geehrt. 1996 gewann er den Fearnleys olympiske ærespris.